# 94291 Django
94291 Django este o planetă minoră (asteroid) din centura de asteroizi. A fost descoperită pe 28 februarie 2001 la Badlands Observatory⁠(d) de Ron Dyvig⁠(d). 
Obiectul prezintă o orbită caracterizată de o semiaxă mare de 3,1241382067934 UAi, o excentricitate de 0,19, o înclinație de 13,2 ° în raport cu ecliptica.